# Granatwerfer 36
De 5cm Leichter Granatenwerfer 36 (5 cm leGrW 36) was een lichte mortier gebruikt door de Duitse Wehrmacht tijdens de Tweede Wereldoorlog.

## Geschiedenis
Rheinmetall-Borsig AG begon in 1934 met de ontwikkeling van deze mortier die 2 jaar later (1936) door het leger in gebruik werd genomen. In 1941 werd de Granatwerfer 36 ongeschikt bevonden vanwege de te lichte granaten en een te kort bereik; de productie werd dan ook stopgezet, maar de mortier bleef nog tot 1945 in gebruik bij gebrek aan beter.